# Bahnhof Baunatal-Guntershausen
Der Bahnhof Baunatal-Guntershausen ist ein Keilbahnhof, an dem sich die beiden von Kassel Hauptbahnhof kommenden Bahnstrecken der Main-Weser-Bahn und die Bahnstrecke Bebra–Baunatal-Guntershausen, genannt „Friedrich-Wilhelms-Nordbahn“, verzweigen. Er ist heute der Bahnhof des Stadtteils Guntershausen der Stadt Baunatal sowie ein kleiner Eisenbahnknotenpunkt südlich von Kassel.

## Lage

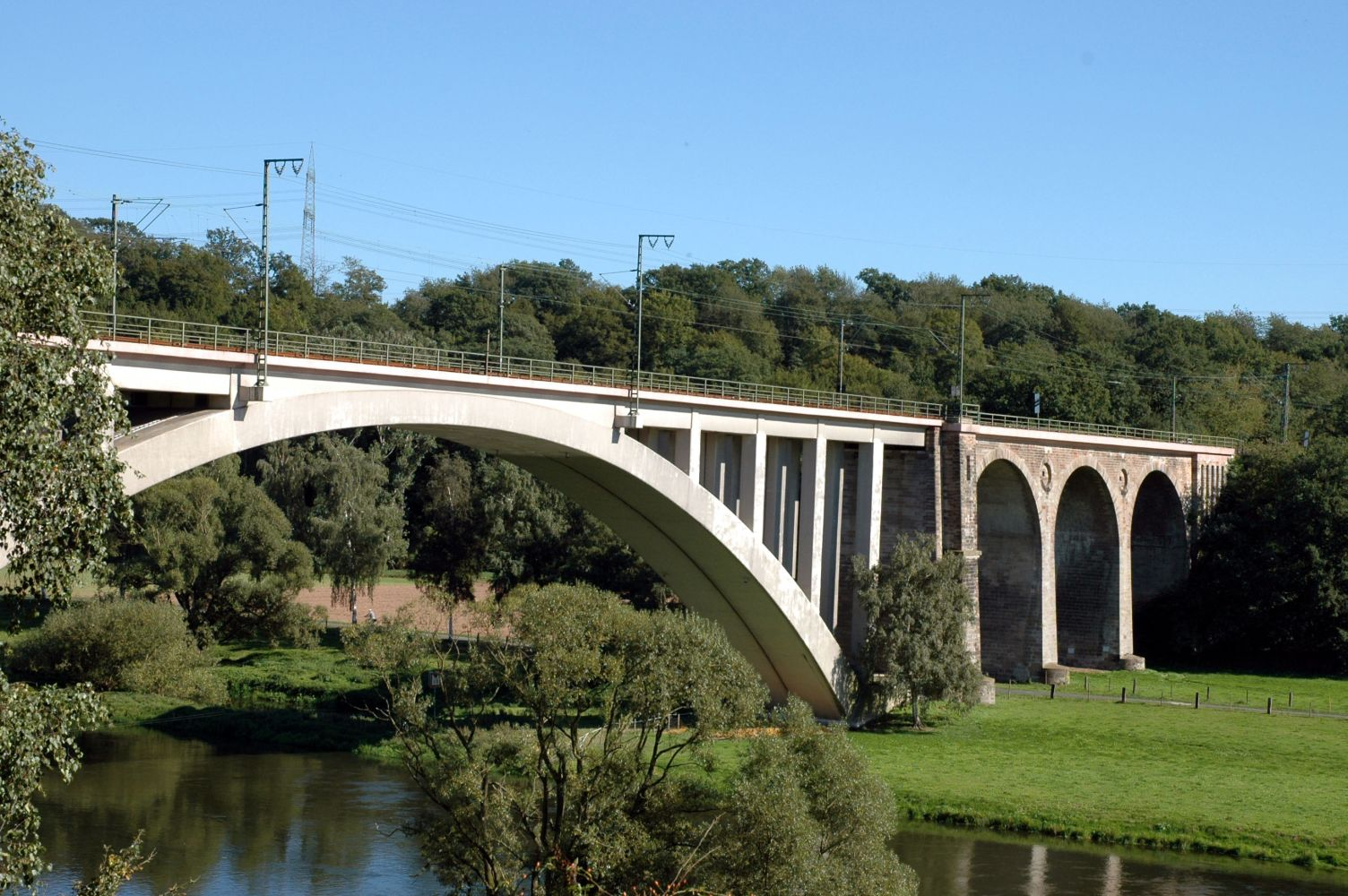
Fulda-Viadukt der Eisenbahnstrecke Bebra–Kassel bei Baunatal-Guntershausen

Der Bahnhof liegt auf dem Hochufer der Fulda. Er trug ursprünglich den Namen „Guntershausen“. Unmittelbar südlich schließt sich die 1848 errichtete Brücke über die Fulda an, zur Erbauungszeit die größte Eisenbahnbrücke Deutschlands. Im Zweiten Weltkrieg wurden deren sieben mittlere Bögen zerstört. 1952 wurde sie in der heutigen Form wieder aufgebaut. Nach Norden, Richtung Kassel weist die Strecke eine Steigung von 10 ‰ auf. Hier waren in der Zeit des Betriebes mit Dampflokomotiven immer wieder einmal Vorspann und Schiebedienste aus dem Bahnhof zu leisten.

## Geschichte
Die Friedrich-Wilhelms-Nordbahn (Kassel – Guntershausen – Bebra) wurde 1849 eröffnet, der erste Abschnitt der Main-Weser-Bahn von Kassel über Guntershausen nach Wabern am 29. Dezember 1849.
Bis in die 1860er Jahre waren die nach Süden führenden Strecken eingleisig. Damals reichten die beiden Hausbahnsteige, die im Richtungsbetrieb befahren wurden und die Verzweigung der Strecken erfolgte erst im südlichen Bahnhofsbereich. Damals war der Bahnhof Guntershausen ein Inselbahnhof. Nachdem beide Strecken zweigleisig ausgebaut waren, war das nicht mehr möglich und der Bahnhof erhielt weitere Bahnsteige. 1905 erhielt der Bahnhof dann einen Fußgängertunnel zu einigen der Bahnsteige und der Gleisplan wurde zum Linienbetrieb umgestaltet: Die Trennung der beiden Streckenäste nach Bebra und Frankfurt erfolgte nun schon im Nordkopf des Bahnhofs, aus dem Inselbahnhof wurde so ein Keilbahnhof. In dieser Form präsentiert er sich noch heute.
Beim Eisenbahnunfall von Guntershausen am 5. November 1973 stießen im Bahnhof Guntershausen die Schnellzüge D 453 und der DC 973 zusammen. 14 Menschen starben, 65 weitere wurden verletzt.
Heute (2014) gibt es nur noch jeweils die beiden Durchgangsgleise, sämtliche Nebengleise wurden entfernt. Die Bahnsteiggleise sind von Ost nach West von 1 bis 4 durchnummeriert.

### Ausblick
Im dritten Gutachterentwurf des Deutschlandtakts sind umfangreiche Spurplanänderungen im Bahnhof unterstellt. Dafür sind, zum Preisstand von 2015, Investitionen von 42 Millionen Euro vorgesehen.

## Empfangsgebäude
Das Empfangsgebäude wurde ab 1846 nach Plänen von Julius Eugen Ruhl errichtet. Wegen der Lage des Bahnhofs in bergigem Gelände, am Steilufer der Fulda, wurde es mittig zwischen den beiden sich hier verzweigenden Strecken nach Bebra und Frankfurt am Main angelegt. Es wurde in Backstein im Stil des romantischen Klassizismus mit zwei einstöckigen Flügeln ausgeführt. In der Mitte befand sich ursprünglich ein zweieinhalbgeschossiger giebelständiger Mittelbau, der von einem Uhrturm gekrönt wurde. 1941 wurde das Gebäude umgebaut: Der Mittelteil wurde bis auf das Erdgeschoss abgetragen: Heute überdeckt das Gebäude ein durchgehendes Walmdach. Die ursprüngliche Gliederung ist an den durch Arkaden gegliederten Fassaden noch ablesbar, deren Achsen ein Verhältnis von 10:3:10 bilden. Die Fenstersprossen in der Arkadenbögen sind teilweise erhalten. In diesen Flügeln befanden sich ehemals Wartesäle und Bahnhofsrestaurants. Das Empfangsgebäude hatte auch ein Fürstenzimmer.
Das Empfangsgebäude ist heute wegen Baufälligkeit nicht mehr nutzbar. Es ist ein Kulturdenkmal nach dem Hessischen Denkmalschutzgesetz.
Im Frühjahr 2012 versteigerte die Deutsche Bahn AG das Empfangsgebäude für 1500 Euro an eine Privatperson. Ob der neue Eigentümer genaue Pläne für eine Nutzung des Bahnhofsgebäudes hat, ist bisher (seit 2012) nicht bekannt. Bereits im Vorfeld hatte die Stadt Baunatal kein Interesse an dem Kauf des maroden Gebäudes gezeigt, da die geschätzten Sanierungskosten den Kaufpreis von einem Euro erheblich übersteigen würden.

## Betrieb

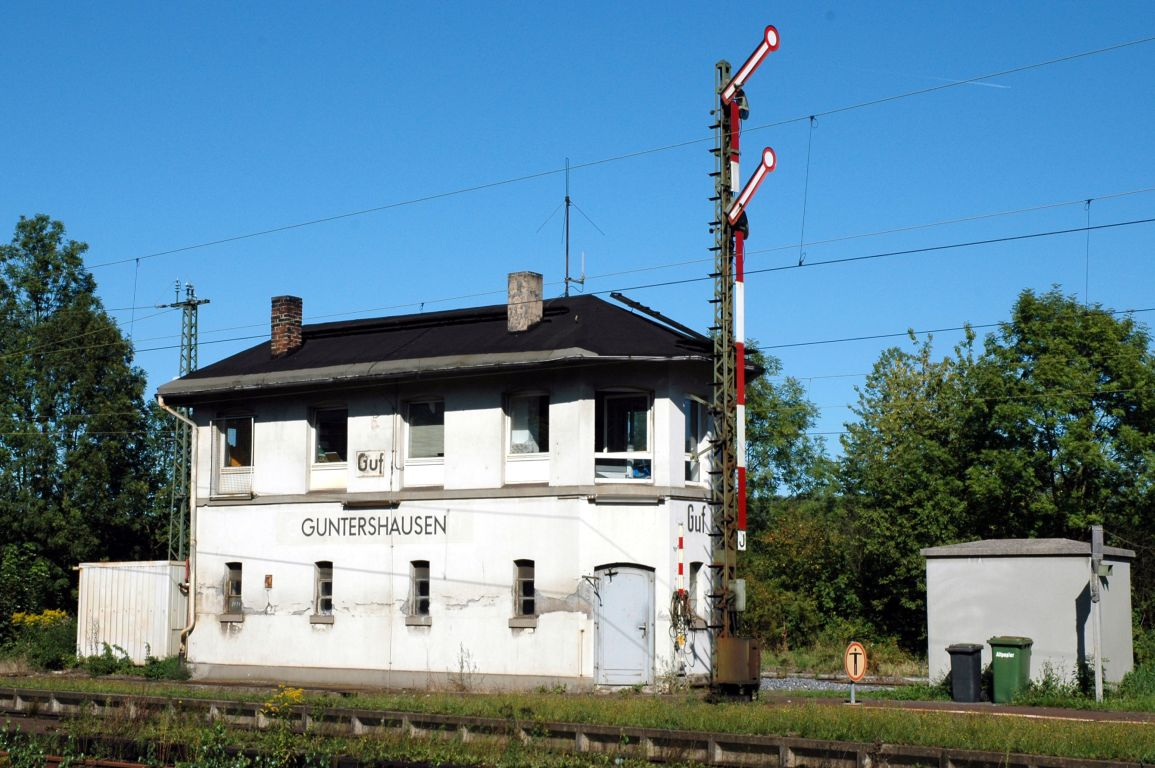
Stellwerksgebäude Guntershausen „Guf“ (2006), seit 2011 außer Betrieb

Als Verzweigungsbahnhof hatte der Bahnhof auch im Fernverkehr noch bis Mitte des 20. Jahrhunderts eine gewisse Bedeutung. Heute halten hier nur noch Verbindungen des Schienenpersonennahverkehrs. Mit der Linie RT 5 kann umsteigefrei die Kasseler Innenstadt sowie das Auestadion erreicht werden. Außerdem ist mit der Linie RB 39 Bad Wildungen zu erreichen sowie mit der RE 98 Frankfurt am Main. Die Station liegt im Bereich des Nordhessischen Verkehrsverbundes (NVV).
| NVV-Linie | Verlauf | Takt                                       | Betreiber              |
| --------- | --- | ------------------------------------------ | ---------------------- |
| RT5       | Melsungen – Melsungen Bartenwetzerbrücke – Melsungen-Schwarzenberg – Melsungen-Röhrenfurth – Körle – Guxhagen – Baunatal-Guntershausen – Baunatal-Rengershausen – Kassel-Oberzwehren – Kassel-Wilhelmshöhe – Kassel Hbf (tief) – Scheidemannplatz – Wilhelmsstraße/Stadtmuseum – Rathaus/Fünffensterstraße – Am Weinberg – Heinrich-Heine-Straße/Universität – Auestadion Stand: Fahrplanwechsel Dezember 2023 | 30 min (werktags) 60 min (sonn-/feiertags) | RegioTram Gesellschaft |
| RB38      | Kassel Hbf – Kassel-Wilhelmshöhe – Kassel-Oberzwehren – Baunatal-Rengershausen – Baunatal-Guntershausen – Edermünde-Grifte – Felsberg-Wolfershausen – Felsberg-Altenbrunslar – Felsberg-Gensungen – Wabern (Bz Kassel) – Singlis – Borken (Hess) – Zimmersrode – Schlierbach (Kr Schwalm-Eder) – Treysa Stand: Fahrplanwechsel Dezember 2021 | einzelne Fahrten zur HVZ                   | DB Kurhessenbahn       |
| RB39      | Kassel Hbf – Kassel-Wilhelmshöhe – Kassel-Oberzwehren – Baunatal-Rengershausen – Baunatal-Guntershausen – Edermünde-Grifte – Felsberg-Wolfershausen – Felsberg-Altenbrunslar – Felsberg-Gensungen – Wabern (Bz Kassel) – Zennern – Fritzlar – Ungedanken – Mandern – Wega – Bad Wildungen Stand: Fahrplanwechsel Dezember 2024 | 120 min (mit Lücken)                       | DB Kurhessenbahn       |
| RE98      | Main-Sieg-Express: Kassel Hbf – Kassel-Wilhelmshöhe – Baunatal-Guntershausen – Edermünde-Grifte – Felsberg-Wolfershausen – Felsberg-Altenbrunslar – Felsberg-Gensungen – Wabern (Bz Kassel) – Singlis – Borken (Hess) – Zimmersrode – Schlierbach (Kr Schwalm-Eder) – Treysa – Schwalmstadt-Wiera – Neustadt (Kr Marburg) – Stadtallendorf – Kirchhain (Bz Kassel) – Marburg (Lahn) – Gießen – Friedberg (Hess) – Frankfurt (Main) West (einzelne Züge im Berufsverkehr) – Frankfurt (Main) Hbf Gießen – Frankfurt vereinigt mit RE 99 von Siegen Stand: Fahrplanwechsel Dezember 2021 | 120 min                                    | HLB Hessenbahn         |

Über mehrere Jahre wurde über den barrierefreien Ausbau des Bahnhofs diskutiert. Die Deutsche Bahn erneuerte den Bahnhof Anfang der 2000er Jahre, sah als Betreiber jedoch keine Notwendigkeit, den Bahnhof behindertengerecht auszubauen, weil die täglichen Fahrgastzahlen nach Ansicht des Unternehmens zu niedrig wären. Im Februar 2016 einigten sich die Deutsche Bahn, der NVV sowie die Stadt Baunatal, welche jahrelang den Ausbau gefordert hatte, auf erste Planungen zum Umbau der Station. Die Umbaukosten sollten zunächst rund 1,5 Millionen Euro betragen. Jedoch konnte mit dem Ausbau wegen baulichen Planungsfehlern erst verzögert im Jahr 2020 begonnen werden. Der Umbau wurde im Januar 2021 vollständig abgeschlossen. Dabei haben sich die Kosten nach Angaben der Deutschen Bahn auf 2 Millionen Euro erhöht.
2011 wurden die drei mechanischen Stellwerke durch ein elektronisches Stellwerk ersetzt.